# Medalhistas olímpicos da esgrima (masculino)
A esgrima é um esporte disputado em Jogos Olímpicos desde Atenas 1896. Ao longo da história deve diversos tipos de competição, usando o sabre, o florete e a espada. Entre 2008 e 2016 as competições por equipes se revezavam e uma das três categorias ficava ausente do programa olímpico. Estes são os medalhistas olímpicos do esporte:

## Programa atual

### Espada individual
| Evento                           | Ouro                                   | Prata                                   | Bronze                                    |
| -------------------------------- | -------------------------------------- | --------------------------------------- | ----------------------------------------- |
| Paris 1900 (detalhes)            | Ramón Fonst CUB Cuba                   | Louis Perrée FRA França                 | Léon Sée FRA França                       |
| St. Louis 1904 (detalhes)        | Ramón Fonst CUB Cuba                   | Charles Tatham USA Estados Unidos       | Albertson Van Zo Post USA Estados Unidos  |
| Londres 1908 (detalhes)          | Gaston Alibert FRA França              | Alexandre Lippmann FRA França           | Eugène Olivier FRA França                 |
| Estocolmo 1912 (detalhes)        | Paul Anspach BEL Bélgica               | Ivan Joseph Martin Osiier DEN Dinamarca | Philippe Le Hardy de Beaulieu BEL Bélgica |
| Antuérpia 1920 (detalhes)        | Armand Massard FRA França              | Alexandre Lippmann FRA França           | Gustave Buchard FRA França                |
| Paris 1924 (detalhes)            | Charles Delporte BEL Bélgica           | Roger Ducret FRA França                 | Nils Hellsten SWE Suécia                  |
| Amsterdã 1928 (detalhes)         | Lucien Gaudin FRA França               | Georges Buchard FRA França              | George Calnan USA Estados Unidos          |
| Los Angeles 1932 (detalhes)      | Giancarlo Cornaggia-Medici ITA Itália  | Georges Buchard FRA França              | Carlo Agostoni ITA Itália                 |
| Berlim 1936 (detalhes)           | Franco Riccardi ITA Itália             | Saverio Ragno ITA Itália                | Giancarlo Cornaggia-Medici ITA Itália     |
| Londres 1948 (detalhes)          | Luigi Cantone ITA Itália               | Oswald Zappelli SUI Suíça               | Edoardo Mangiarotti ITA Itália            |
| Helsinque 1952 (detalhes)        | Edoardo Mangiarotti ITA Itália         | Dario Mangiarotti ITA Itália            | Oswald Zappelli SUI Suíça                 |
| Melbourne 1956 (detalhes)        | Carlo Pavesi ITA Itália                | Giuseppe Delfino ITA Itália             | Edoardo Mangiarotti ITA Itália            |
| Roma 1960 (detalhes)             | Giuseppe Delfino ITA Itália            | Allan Jay GBR Grã-Bretanha              | Bruno Habārovs URS União Soviética        |
| Tóquio 1964 (detalhes)           | Grigory Kriss URS União Soviética      | Bill Hoskyns GBR Grã-Bretanha           | Guram Kostava URS União Soviética         |
| Cidade do México 1968 (detalhes) | Győző Kulcsár HUN Hungria              | Grigory Kriss URS União Soviética       | Gianluigi Saccaro ITA Itália              |
| Munique 1972 (detalhes)          | Csaba Fenyvesi HUN Hungria             | Jacques Ladègaillerie FRA França        | Győző Kulcsár HUN Hungria                 |
| Montreal 1976 (detalhes)         | Alexander Pusch FRG Alemanha Ocidental | Hans-Jürgen Hehn FRG Alemanha Ocidental | Győző Kulcsár HUN Hungria                 |
| Moscou 1980 (detalhes)           | Johan Harmenberg SWE Suécia            | Ernő Kolczonay HUN Hungria              | Philippe Riboud FRA França                |
| Los Angeles 1984 (detalhes)      | Philippe Boisse FRA França             | Björne Väggö SWE Suécia                 | Philippe Riboud FRA França                |
| Seul 1988 (detalhes)             | Arnd Schmitt FRG Alemanha Ocidental    | Philippe Riboud FRA França              | Andrey Shuvalov URS União Soviética       |
| Barcelona 1992 (detalhes)        | Eric Srecki FRA França                 | Pavel Kolobkov EUN Equipa Unificada     | Jean-Michel Henry FRA França              |
| Atlanta 1996 (detalhes)          | Aleksandr Beketov RUS Rússia           | Iván Trevejo CUB Cuba                   | Géza Imre HUN Hungria                     |
| Sydney 2000 (detalhes)           | Pavel Kolobkov RUS Rússia              | Hugues Obry FRA França                  | Lee Sang-ki KOR Coreia do Sul             |
| Atenas 2004 (detalhes)           | Marcel Fischer SUI Suíça               | Wang Lei CHN China                      | Pavel Kolobkov RUS Rússia                 |
| Pequim 2008 (detalhes)           | Matteo Tagliariol ITA Itália           | Fabrice Jeannet FRA França              | José Luis Abajo ESP Espanha               |
| Londres 2012 (detalhes)          | Rubén Limardo VEN Venezuela            | Bartosz Piasecki NOR Noruega            | Jung Jin-Sun KOR Coreia do Sul            |
| Rio 2016 (detalhes)              | Park Sang-young KOR Coreia do Sul      | Géza Imre HUN Hungria                   | Gauthier Grumier FRA França               |
| Tóquio 2020 (detalhes)           | Romain Cannone FRA França              | Gergely Siklósi HUN Hungria             | Ihor Reizlin UKR Ucrânia                  |
| Paris 2024 (detalhes)            | Koki Kano JPN Japão                    | Yannick Borel FRA França                | Mohamed El-Sayed EGY Egito                |

### Espada por equipes
| Evento                           | Ouro | Prata | Bronze |
| -------------------------------- | --- | --- | --- |
| Londres 1908 (detalhes)          | FRA França Gaston Alibert Bernard Gravier Alexandre Lippmann Eugène Olivier Henri-Georges Berger Charles Collignon Jean Stern                                      | GBR Grã-Bretanha Edgar Amphlett Leaf Daniell Cecil Haig Robert Montgomerie Martin Holt Edgar Seligman                                                    | BEL Bélgica Paul Anspach Fernand Bosmans Fernand de Montigny François Rom Victor Willems Désiré Beaurain Ferdinand Feyerick  |
| Estocolmo 1912 (detalhes)        | BEL Bélgica Gaston Salmon Henri Anspach Jacques Ochs Paul Anspach Robert Hennet Victor Willems Fernand de Montigny François Rom                                    | GBR Grã-Bretanha Arthur Everitt Edgar Seligman Martin Holt Percival Davson Robert Montgomerie Sydney Martineau Edgar Amphlett John Blake                 | NED Países Baixos Arie de Jong George van Rossem Jetze Doorman Leo Nardus Willem Hubert van Blijenburgh                      |
| Antuérpia 1920 (detalhes)        | ITA Itália Nedo Nadi Aldo Nadi Abelardo Olivier Dino Urbani Tommaso Costantino Paolo Thaon di Revel Tullio Bozza Giovanni Canova Andrea Marrazzi Antonio Allocchio | BEL Bélgica Ernest Gevers Paul Anspach Félix Goblet d'Alviella Victor Boin Joseph De Craecker Léon Tom Fernand de Montigny Philippe Le Hardy de Beaulieu | FRA França Lionel Bony de Castellane Gaston Amson Philippe Cattiau Roger Ducret André Labatut Georges Trombert Lucien Gaudin |
| Paris 1924 (detalhes)            | FRA França Lucien Gaudin Géo Buchard Roger Ducret Georges Tainturier André Labatut Alexandre Lippmann Lionel Liottel                                               | BEL Bélgica Fernand de Montigny Charles Delporte Joseph De Craecker Léon Tom Paul Anspach Ernest Gevers                                                  | ITA Itália Marcello Bertinetti Giovanni Canova Vincenzo Cuccia Giulio Basletta Virgilio Mantegazza Oreste Moricca            |
| Amsterdã 1928 (detalhes)         | ITA Itália Giulio Basletta Marcello Bertinetti Giancarlo Cornaggia-Medici Carlo Agostoni Renzo Minoli Franco Riccardi                                              | FRA França Géo Buchard Armand Massard Gaston Amson Émile Cornic Bernard Schmetz René Barbier                                                             | POR Portugal Paulo Leal Mário de Noronha Jorge de Paiva Frederico Paredes João Sassetti Henrique da Silveira                 |
| Los Angeles 1932 (detalhes)      | FRA França Fernand Jourdant Bernard Schmetz Georges Tainturier Géo Buchard Jean Piot Philippe Cattiau                                                              | ITA Itália Carlo Agostoni Franco Riccardi Renzo Minoli Saverio Ragno Giancarlo Cornaggia-Medici                                                          | USA Estados Unidos George Calnan Gustave Heiss Tracy Jaeckel Miguel de Capriles Curtis Shears Frank Righeimer                |
| Berlim 1936 (detalhes)           | ITA Itália Edoardo Mangiarotti Giancarlo Cornaggia-Medici Saverio Ragno Franco Riccardi Giancarlo Brusati Alfredo Pezzana                                          | SWE Suécia Hans Granfelt Sven Thofelt Gösta Almgren Gustaf Dyrssen Hans Drakenberg Birger Cederin                                                        | FRA França Philippe Cattiau Bernard Schmetz Géo Buchard Michel Pécheux Henri Dulieux Paul Wormser                            |
| Londres 1948 (detalhes)          | FRA França Henri Guérin Henri Lepage Marcel Desprets Michel Pécheux Édouard Artigas Maurice Huet                                                                   | ITA Itália Edoardo Mangiarotti Carlo Agostoni Dario Mangiarotti Gino Cantone Marco Antonio Mandruzzato Fiorenzo Marini                                   | SWE Suécia Sven Thofelt Per Carleson Frank Cervell Carl Forssell Bengt Ljungquist Arne Tollbom                               |
| Helsinque 1952 (detalhes)        | ITA Itália Edoardo Mangiarotti Dario Mangiarotti Giuseppe Delfino Carlo Pavesi Franco Bertinetti Roberto Battaglia                                                 | SWE Suécia Per Carleson Carl Forssell Bengt Ljungquist Berndt-Otto Rehbinder Sven Fahlman Lennart Magnusson                                              | SUI Suíça Otto Rüfenach Paul Meister Oswald Zappelli Paul Barth Willy Fitting Mario Valota                                   |
| Melbourne 1956 (detalhes)        | ITA Itália Edoardo Mangiarott Giuseppe Delfino Carlo Pavesi Franco Bertinetti Giorgio Anglesio Alberto Pellegrino                                                  | HUN Hungria József Sákovics Béla Rerrich Lajos Balthazár Ambrus Nagy József Marosi Barnabás Berzsenyi                                                    | FRA França Armand Mouyal Claude Nigon Daniel Dagallier Yves Dreyfus René Queyroux                                            |
| Roma 1960 (detalhes)             | ITA Itália Edoardo Mangiarotti Giuseppe Delfino Carlo Pavesi Alberto Pellegrino Fiorenzo Marini Gianluigi Saccaro                                                  | GBR Grã-Bretanha Allan Jay Michael Howard John Pelling Bill Hoskyns Raymond Harrison Michael Alexander                                                   | URS União Soviética Guram Kostava Bruno Habārovs Arnold Chernushevich Valentin Chernikov Aleksandr Pavlovsky                 |
| Tóquio 1964 (detalhes)           | HUN Hungria Győző Kulcsár Zoltán Nemere Tamás Gábor István Kausz Árpád Bárány                                                                                      | ITA Itália Giuseppe Delfino Alberto Pellegrino Gianluigi Saccaro Gianfranco Paolucci Giovanni Battista Breda                                             | FRA França Claude Brodin Yves Dreyfus Claude Bourquard Jack Guittet Jacques Brodin                                           |
| Cidade do México 1968 (detalhes) | HUN Hungria Csaba Fenyvesi Zoltan Nemere Pál Schmitt Gyözö Kulcsar Pal Nagy                                                                                        | URS União Soviética Grigory Kriss Iosif Vitebsky Aleksei Nikanchikov Yuri Smolyakov Viktor Modzalevsky                                                   | POL Polônia Bogdan Andrzejewski Michał Butkiewicz Bogdan Gonsior Henryk Nielaba Kazimierz Barburski                          |
| Munique 1972 (detalhes)          | HUN Hungria Csaba Fenyvesi Győző Kulcsár Pál Schmitt Sándor Erdős István Osztrics                                                                                  | SUI Suíça Guy Evéquoz Peter Lötscher Daniel Giger Christian Kauter François Suchanecki                                                                   | URS União Soviética Grigory Kriss Viktor Modzalevsky Georgi Zažitski Sergey Paramonov Igor Valetov                           |
| Montreal 1976 (detalhes)         | SWE Suécia Carl von Essen Hans Jacobson Rolf Edling Leif Högström Göran Flodström                                                                                  | FRG Alemanha Ocidental Hans-Jürgen Hehn Volker Fischer Alexander Pusch Reinhold Behr Hanns Jana                                                          | SUI Suíça Daniel Giger Christian Kauter Michel Poffet François Suchanecki Jean-Blaise Evéquoz                                |
| Moscou 1980 (detalhes)           | FRA França Philippe Boisse Hubert Gardas Philippe Riboud Patrick Picot Michel Salesse                                                                              | POL Polônia Andrzej Lis Marius Strzalka Leszek Swornowski Ludomir Chronowski Piotr Jabłkowski                                                            | URS União Soviética Ashot Karagyan Aleksandr Abushakhmetov Aleksandr Mozhayev Boris Lukomsky Vladimir Smirnov                |
| Los Angeles 1984 (detalhes)      | FRG Alemanha Ocidental Elmar Borrmann Volker Fischer Gerhard Heer Rafael Nickel Alexander Pusch                                                                    | FRA França Philippe Boisse Jean-Michel Henry Olivier Lenglet Philippe Riboud Michel Salesse                                                              | ITA Itália Stefano Bellone Sandro Cuomo Cosimo Ferro Roberto Manzi Angelo Mazzoni                                            |
| Seul 1988 (detalhes)             | FRA França Frederic Delpla Jean-Michel Henry Olivier Lenglet Philippe Riboud Eric Srecki                                                                           | FRG Alemanha Ocidental Elmar Borrman Volker Fischer Thomas Gerull Alexander Pusch Arnd Schmitt                                                           | URS União Soviética Andrey Shuvalov Pavel Kolobkov Vladimir Reznichenko Mikhail Tishko Igor Tikhomirov                       |
| Barcelona 1992 (detalhes)        | GER Alemanha Elmar Borrman Robert Felisiak Arnd Schmitt Uwe Proske Vladimir Reznichenko                                                                            | HUN Hungria Ivan Kovacs Krisztian Kulcsar Ferenc Hegedus Ernő Kolczonay Gabor Totola                                                                     | EUN Equipa Unificada Pavel Kolobkov Andrei Chuvalov Sergei Kravchuk Sergei Kostarev Valery Zakharevich                       |
| Atlanta 1996 (detalhes)          | ITA Itália Sandro Cuomo Angelo Mazzoni Maurizio Randazzo | RUS Rússia Aleksandr Beketov Pavel Kolobkov Valery Zakharevich                                                                                           | FRA França Jean-Michel Henry Robert Leroux Éric Srecki                                                                       |
| Sydney 2000 (detalhes)           | ITA Itália Angelo Mazzoni Paolo Milanoli Alfredo Rota Maurizio Randazzo                                                                                            | FRA França Jean-François Di Martino Hugues Obry Éric Srecki                                                                                              | CUB Cuba Carlos Pedroso Iván Trevejo Nelson Loyola                                                                           |
| Atenas 2004 (detalhes)           | FRA França Érik Boisse Fabrice Jeannet Jérôme Jeannet Hugues Obry                                                                                                  | HUN Hungria Gábor Boczkó Géza Imre Iván Kovács Krisztián Kulcsár                                                                                         | GER Alemanha Jörg Fiedler Sven Schmid Daniel Strigel                                                                         |
| Pequim 2008 (detalhes)           | FRA França Jérôme Jeannet Fabrice Jeannet Ulrich Robeiri | POL Polônia Robert Andrzejuk Tomasz Motyka Adam Wiercioch Radosław Zawrotniak                                                                            | ITA Itália Stefano Carozzo Diego Confalonieri Alfredo Rota Matteo Tagliariol                                                 |
| Rio 2016 (detalhes)              | FRA França Yannick Borel Gauthier Grumier Daniel Jérent Jean-Michel Lucenay                                                                                        | ITA Itália Enrico Garozzo Marco Fichera Paolo Pizzo Andrea Santarelli                                                                                    | HUN Hungria Gábor Boczkó Géza Imre András Rédli Péter Somfai                                                                 |
| Tóquio 2020 (detalhes)           | JPN Japão Koki Kano Kazuyasu Minobe Satoru Uyama Masaru Yamada | ROC Sergey Bida Nikita Glazkov Sergey Khodos Pavel Sukhov                                                                                                | KOR Coreia do Sul Kweon Young-jun Ma Se-geon Park Sang-young Song Jae-ho                                                     |
| Paris 2024 (detalhes)            | HUN Hungria Máté Tamás Koch Tibor Andrásfi Gergely Siklósi Dávid Nagy                                                                                              | JPN Japão Akira Komata Koki Kano Masaru Yamada Kazuyasu Minobe                                                                                           | CZE Chéquia Jiří Beran Jakub Jurka Martin Rubeš Michal Čupr                                                                  |

### Florete individual
| Evento                           | Ouro                                  | Prata                                    | Bronze                                      |
| -------------------------------- | ------------------------------------- | ---------------------------------------- | ------------------------------------------- |
| Atenas 1896 (detalhes)           | Eugène-Henri Gravelotte FRA França    | Henri Callot FRA França                  | Perikles Pierrakos-Mavromichalis GRE Grécia |
| Paris 1900 (detalhes)            | Émile Coste FRA França                | Henri Masson FRA França                  | Marcel Jacques Boulenger FRA França         |
| St. Louis 1904 (detalhes)        | Ramón Fonst CUB Cuba                  | Albertson Van Zo Post USA Estados Unidos | Charles Tatham USA Estados Unidos           |
| Estocolmo 1912 (detalhes)        | Nedo Nadi ITA Itália                  | Pietro Speciale ITA Itália               | Richard Verderber AUT Áustria               |
| Antuérpia 1920 (detalhes)        | Nedo Nadi ITA Itália                  | Philippe Cattiau FRA França              | Roger Ducret FRA França                     |
| Paris 1924 (detalhes)            | Roger Ducret FRA França               | Philippe Cattiau FRA França              | Maurice Van Damme BEL Bélgica               |
| Amsterdã 1928 (detalhes)         | Lucien Gaudin FRA França              | Erwin Casmir GER Alemanha                | Giulio Gaudini ITA Itália                   |
| Los Angeles 1932 (detalhes)      | Gustavo Marzi ITA Itália              | Joseph Levis USA Estados Unidos          | Giulio Gaudini ITA Itália                   |
| Berlim 1936 (detalhes)           | Giulio Gaudini ITA Itália             | Edward Gardère FRA França                | Giorgio Bocchino ITA Itália                 |
| Londres 1948 (detalhes)          | Jehan Buhan FRA França                | Christian d'Oriola FRA França            | Lajos Maszlay HUN Hungria                   |
| Helsinque 1952 (detalhes)        | Christian d'Oriola FRA França         | Edoardo Mangiarotti ITA Itália           | Manlio Di Rosa ITA Itália                   |
| Melbourne 1956 (detalhes)        | Christian d'Oriola FRA França         | Giancarlo Bergamini ITA Itália           | Antonio Spallino ITA Itália                 |
| Roma 1960 (detalhes)             | Viktor Zhdanovich URS União Soviética | Yury Sisikin URS União Soviética         | Albert Axelrod USA Estados Unidos           |
| Tóquio 1964 (detalhes)           | Egon Franke POL Polônia               | Jean-Claude Magnan FRA França            | Daniel Revenu FRA França                    |
| Cidade do México 1968 (detalhes) | Ion Drîmbă ROU Romênia                | Jenő Kamuti HUN Hungria                  | Daniel Revenu FRA França                    |
| Munique 1972 (detalhes)          | Witold Woyda POL Polônia              | Jenő Kamuti HUN Hungria                  | Christian Noël FRA França                   |
| Montreal 1976 (detalhes)         | Fabio Dal Zotto ITA Itália            | Alexandr Romankov URS União Soviética    | Bernard Talvard FRA França                  |
| Moscou 1980 (detalhes)           | Vladimir Smirnov URS União Soviética  | Pascal Jolyot FRA França                 | Alexandr Romankov URS União Soviética       |
| Los Angeles 1984 (detalhes)      | Mauro Numa ITA Itália                 | Matthias Behr FRG Alemanha Ocidental     | Stefano Cerioni ITA Itália                  |
| Seul 1988 (detalhes)             | Stefano Cerioni ITA Itália            | Udo Wagner GDR Alemanha Oriental         | Alexandr Romankov URS União Soviética       |
| Barcelona 1992 (detalhes)        | Philippe Omnes FRA França             | Sergei Golubitsky EUN Equipa Unificada   | Elvis Gregory CUB Cuba                      |
| Atlanta 1996 (detalhes)          | Alessandro Puccini ITA Itália         | Lionel Plumenail FRA França              | Franck Boidin FRA França                    |
| Sydney 2000 (detalhes)           | Kim Young-ho KOR Coreia do Sul        | Ralf Bißdorf GER Alemanha                | Dmitriy Shevchenko RUS Rússia               |
| Atenas 2004 (detalhes)           | Brice Guyart FRA França               | Salvatore Sanzo ITA Itália               | Andrea Cassara ITA Itália                   |
| Pequim 2008 (detalhes)           | Benjamin Kleibrink GER Alemanha       | Yuki Ota JPN Japão                       | Salvatore Sanzo ITA Itália                  |
| Londres 2012 (detalhes)          | Lei Sheng CHN China                   | Alaaeldin Abouelkassem EGY Egito         | Choi Byung-chul KOR Coreia do Sul           |
| Rio 2016 (detalhes)              | Daniele Garozzo ITA Itália            | Alexander Massialas USA Estados Unidos   | Timur Safin RUS Rússia                      |
| Tóquio 2020 (detalhes)           | Cheung Ka Long HKG Hong Kong          | Daniele Garozzo ITA Itália               | Alexander Choupenitch CZE República Checa   |
| Paris 2024 (detalhes)            | Cheung Ka Long HKG Hong Kong          | Filippo Macchi ITA Itália                | Nick Itkin USA Estados Unidos               |

### Florete por equipes
| Evento                           | Ouro | Prata | Bronze |
| -------------------------------- | --- | --- | --- |
| St. Louis 1904 (detalhes)        | ZZX Equipa mista Ramón Fonst Albertson Van Zo Post Manuel Díaz                                                                 | USA Estados Unidos Charles Tatham Charles Townsend Arthur Fox                                                                              | Nenhuma |
| Antuérpia 1920 (detalhes)        | ITA Itália Aldo Nadi Nedo Nadi Olivier Abelardo Pietro Speciale Rodolfo Terlizzi Oreste Puliti Tomaso Constantino Baldo Baldi  | FRA França André Labatut Georges Trombert Marcel Perrot Lucien Gaudin Philippe Cattiau Roger Ducret Gaston Amson Lionel Bony de Castellane | USA Estados Unidos Francis Honeycutt Arthur Lyon Robert Sears Henry Breckinridge Harold Rayner                             |
| Paris 1924 (detalhes)            | FRA França Lucien Gaudin Philippe Cattiau Jacques Coutrot Roger Ducret Henri Jobier André Labatut Guy de Luget Joseph Perotaux | BEL Bélgica Désiré Beaurain Charles Crahay Fernand de Montigny Maurice Van Damme Marcel Berré Albert de Roocker                            | HUN Hungria László Berti Sándor Pósta Zoltán Schenker Ödön Tersztyánszky István Lichteneckert                              |
| Amsterdã 1928 (detalhes)         | ITA Itália Ugo Pignotti Giulio Gaudini Giorgio Pessina Gioacchino Guaragna Oreste Puliti Giorgio Chiavacci                     | FRA França Philippe Cattiau Roger Ducret André Labatut Lucien Gaudin Raymond Flacher André Gaboriaud                                       | ARG Argentina Roberto Larraz Raúl Anganuzzi Luis Lucchetti Héctor Lucchetti Carmelo Camet                                  |
| Los Angeles 1932 (detalhes)      | FRA França Edward Gardère René Lemoine René Bondoux René Bougnol Philippe Cattiau Jean Piot                                    | ITA Itália Giulio Gaudini Gioacchino Guaragna Gustavo Marzi Ugo Pignotti Rodolfo Terlizzi Giorgio Pessina                                  | USA Estados Unidos George Calnan Joseph Levis Dernell Every Hugh Alessandroni Frank Righeimer Richard Steere               |
| Berlim 1936 (detalhes)           | ITA Itália Manlio Di Rosa Giulio Gaudini Gioacchino Guaragna Gustavo Marzi Giorgio Bocchino Ciro Verratti                      | FRA França André Gardère Edward Gardère René Lemoine René Bondoux Jacques Coutrot René Bougnol                                             | GER Alemanha Siegfried Lerdon August Heim Julius Eisenecker Erwin Casmir Stefan Rosenbauer Otto Adam                       |
| Londres 1948 (detalhes)          | FRA França André Bonin Jéhan Buhan Jacques Lataste René Bougnol Christian d'Oriola Adrien Rommel                               | ITA Itália Edoardo Mangiarotti Manlio Di Rosa Renzo Nostini Giuliano Nostini Giorgio Pellini Saverio Ragno                                 | BEL Bélgica Georges de Bourguignon Henri Paternóster Édouard Yves Raymond Bru André van de Werve de Vorsselaer Paul Valcke |
| Helsinque 1952 (detalhes)        | FRA França Claude Netter Jéhan Buhan Jacques Lataste Jacques Noël Christian d'Oriola Adrien Rommel                             | ITA Itália Edoardo Mangiarotti Manlio Di Rosa Giancarlo Bergamini Antonio Spallino Giorgio Pellini Renzo Nostini                           | HUN Hungria Endre Tilli Aladár Gerevich Endre Palócz Lajos Maszlay Tibor Berczelly József Sákovics                         |
| Melbourne 1956 (detalhes)        | ITA Itália Edoardo Mangiarotti Manlio Di Rosa Giancarlo Bergamini Antonio Spallino Luigi Carpaneda Vittorio Lucarelli          | FRA França Claude Netter Bernard Baudoux Jacques Lataste Roger Closset Christian d'Oriola René Coicaud                                     | HUN Hungria Endre Tilli József Sákovics József Gyuricza Mihály Fülöp Lajos Somodi József Marosi                            |
| Roma 1960 (detalhes)             | URS União Soviética Viktor Zhdanovich Mark Midler Yury Rudov Yury Sisikin German Sveshnikov                                    | ITA Itália Alberto Pellegrino Luigi Carpaneda Mario Culetto Aldo Aureggi Edoardo Mangiarotti                                               | EUA Equipe Alemã Unida Jürgen Theuerkauff Tim Gerresheim Eberhard Mehl Jürgen Brecht                                       |
| Tóquio 1964 (detalhes)           | URS União Soviética Viktor Zhdanovich Yury Sisikin Mark Midler German Sveshnikov Yury Sharov                                   | POL Polônia Zbigniew Skrudlik Witold Woyda Egon Franke Ryszard Parulski Jan Różycki                                                        | FRA França Jean-Claude Magnan Daniel Revenu Jacky Courtillat Pierre Rodocanachi Christian Noël                             |
| Cidade do México 1968 (detalhes) | FRA França Daniel Revenu Gilles Berolatti Christian Noël Jean-Claude Magnan Jacques Dimont                                     | URS União Soviética German Sveshnikov Yuri Shadov Vasili Stankovich Viktor Putyatin Yury Sisikin                                           | POL Polônia Witold Woyda Zbigniew Skrudlik Ryszard Parulski Egon Franke Adam Lisewski                                      |
| Munique 1972 (detalhes)          | POL Polônia Marek Dabrowski Jerzy Kaczmarek Lech Koziejowski Witold Woyda Arkadiusz Godel                                      | URS União Soviética Vladimir Denisov Anatoli Kotetsev Leonid Romanov Vasili Stankovich Viktor Putyatin                                     | FRA França Jean-Claude Magnan Christian Nöel Daniel Revenu Bernard Talvard Gilles Berolatti                                |
| Montreal 1976 (detalhes)         | FRG Alemanha Ocidental Thomas Bach Harald Hein Klaus Reichert Matthias Behr Erk Sens-Gorius                                    | ITA Itália Carlo Montano Fabio Dal Zotto Stefano Simoncelli Giovanni Battista Coletti Attilio Calatroni                                    | FRA França Daniel Revenu Christian Noël Didier Flament Bernard Talvard Frédéric Pietruszka                                 |
| Moscou 1980 (detalhes)           | FRA França Didier Flament Pascal Joylot Bruno Boscherie Philippe Bonin Frederic Pietruszka                                     | URS União Soviética Alexandr Romankov Vladimir Smirnov Sarbizhan Ruziev Ashot Karagian Vladimir Lapitsky                                   | POL Polônia Adam Robak Bogusław Zych Lech Koziejowski Marian Sypniewski                                                    |
| Los Angeles 1984 (detalhes)      | ITA Itália Mauro Numa Andrea Borella Andrea Cipressa Stefano Cerioni Angelo Scuri                                              | FRG Alemanha Ocidental Harald Hein Matthias Behr Matthias Gey Klaus Reichert Frank Beck                                                    | FRA França Frédéric Pietruszka Pascal Jolyot Patrick Groc Philippe Omnès Marc Cerboni                                      |
| Seul 1988 (detalhes)             | URS União Soviética Vladimir Aptiaouri Anvar Ibraguimov Boris Koretsky Ilgar Mamedov Alexandr Romankov                         | FRG Alemanha Ocidental Matthias Behr Thomas Endres Matthias Gey Ulrich Schreck Thorsten Wiedner                                            | HUN Hungria István Busa Zsolt Érsek Róbert Gátai Pál Szekeres István Szelei                                                |
| Barcelona 1992 (detalhes)        | GER Alemanha Udo Wagner Ulrich Schreck Thorsten Weidner Alexander Koch Ingo Weißenborn                                         | CUB Cuba Elvis Gregory Guillermo Betancourt Oscar García Tulio Díaz Hermenegildo García                                                    | POL Polônia Marian Sypniewski Piotr Kiełpikowski Adam Krzesiński Cezary Siess Ryszard Sobczak                              |
| Atlanta 1996 (detalhes)          | RUS Rússia Dmitriy Shevchenko Ilgar Mamedov Vladislav Pavlovich                                                                | POL Polônia Piotr Kiełpikowski Adam Krzesiński Ryszard Sobczak                                                                             | CUB Cuba Elvis Gregory Rolando Tucker Oscar García                                                                         |
| Sydney 2000 (detalhes)           | FRA França Jean-Noël Ferrari Lionel Plumenail Brice Guyart Patrice Lhotellier                                                  | CHN China Dong Zhaozhi Wang Haibin Ye Chong                                                                                                | ITA Itália Salvatore Sanzo Matteo Zennaro Daniele Crosta Gabriele Magni                                                    |
| Atenas 2004 (detalhes)           | ITA Itália Andrea Cassarà Salvatore Sanzo Simone Vanni                                                                         | CHN China Dong Zhaozhi Wang Haibin Wu Hanxiong Ye Chong                                                                                    | RUS Rússia Renal Ganeyev Youri Moltchan Ruslan Nasibulin Vyacheslav Pozdnyakov                                             |
| Londres 2012 (detalhes)          | ITA Itália Valerio Aspromonte Giorgio Avola Andrea Baldini Andrea Cassarà                                                      | JPN Japão Suguru Awaji Kenta Chida Ryo Miyake Yuki Ota                                                                                     | GER Alemanha Peter Joppich Sebastian Bachmann Benjamin Kleibrink                                                           |
| Rio 2016 (detalhes)              | RUS Rússia Artur Akhmatkhuzin Aleksey Cheremisinov Timur Safin                                                                 | FRA França Jérémy Cadot Erwan Le Péchoux Enzo Lefort Jean-Paul Tony Helissey                                                               | USA Estados Unidos Miles Chamley-Watson Race Imboden Alexander Massialas Gerek Meinhardt                                   |
| Tóquio 2020 (detalhes)           | FRA França Erwann Le Péchoux Enzo Lefort Julien Mertine Maxime Pauty                                                           | ROC Anton Borodachev Kirill Borodachev Vladislav Mylnikov Timur Safin                                                                      | USA Estados Unidos Race Imboden Nick Itkin Alexander Massialas Gerek Meinhardt                                             |
| Paris 2024 (detalhes)            | JPN Japão Kyosuke Matsuyama Takahiro Shikine Kazuki Iimura Yudai Nagano                                                        | ITA Itália Guillaume Bianchi Filippo Macchi Tommaso Marini Alessio Foconi                                                                  | FRA França Maximilien Chastanet Maxime Pauty Enzo Lefort Julien Mertine                                                    |

### Sabre individual
| Evento                           | Ouro                                   | Prata                                 | Bronze                                   |
| -------------------------------- | -------------------------------------- | ------------------------------------- | ---------------------------------------- |
| Atenas 1896 (detalhes)           | Ioannis Georgiadis GRE Grécia          | Telemachos Karakalos GRE Grécia       | Holger Nielsen DEN Dinamarca             |
| Paris 1900 (detalhes)            | Georges de la Falaise FRA França       | Léon Thiébaut FRA França              | Siegfried Flesch AUT Áustria             |
| St. Louis 1904 (detalhes)        | Manuel Díaz CUB Cuba                   | William Grebe USA Estados Unidos      | Albertson Van Zo Post USA Estados Unidos |
| Londres 1908 (detalhes)          | Jenő Fuchs HUN Hungria                 | Béla Zulawsky HUN Hungria             | Vilém Goppold von Lobsdorf BOH Boêmia    |
| Estocolmo 1912 (detalhes)        | Jenő Fuchs HUN Hungria                 | Béla Békéssy HUN Hungria              | Ervin Mészáros HUN Hungria               |
| Antuérpia 1920 (detalhes)        | Nedo Nadi ITA Itália                   | Aldo Nadi ITA Itália                  | Adrianus de Jong NED Países Baixos       |
| Paris 1924 (detalhes)            | Sándor Pósta HUN Hungria               | Roger Ducret FRA França               | János Garay HUN Hungria                  |
| Amsterdã 1928 (detalhes)         | Ödön Tersztyánszky HUN Hungria         | Attila Petschauer HUN Hungria         | Bino Bini ITA Itália                     |
| Los Angeles 1932 (detalhes)      | György Piller HUN Hungria              | Giulio Gaudini ITA Itália             | Endre Kabos HUN Hungria                  |
| Berlim 1936 (detalhes)           | Endre Kabos HUN Hungria                | Gustavo Marzi ITA Itália              | Aladár Gerevich HUN Hungria              |
| Londres 1948 (detalhes)          | Aladár Gerevich HUN Hungria            | Vincenzo Pinton ITA Itália            | Pál Kovács HUN Hungria                   |
| Helsinque 1952 (detalhes)        | Pál Kovács HUN Hungria                 | Aladár Gerevich HUN Hungria           | Tibor Berczelly HUN Hungria              |
| Melbourne 1956 (detalhes)        | Rudolf Kárpáti HUN Hungria             | Jerzy Pawłowski POL Polônia           | Lev Kuznetsov URS União Soviética        |
| Roma 1960 (detalhes)             | Rudolf Kárpáti HUN Hungria             | Zoltán Horváth HUN Hungria            | Wladimiro Calarese ITA Itália            |
| Tóquio 1964 (detalhes)           | Tibor Pézsa HUN Hungria                | Claude Arabo FRA França               | Umar Mavlikhanov URS União Soviética     |
| Cidade do México 1968 (detalhes) | Jerzy Pawłowski POL Polônia            | Mark Rakita URS União Soviética       | Tibor Pézsa HUN Hungria                  |
| Munique 1972 (detalhes)          | Viktor Sidyak URS União Soviética      | Péter Maróth HUN Hungria              | Vladimir Nazlymov URS União Soviética    |
| Montreal 1976 (detalhes)         | Viktor Krovopuskov URS União Soviética | Vladimir Nazlymov URS União Soviética | Viktor Sidyak URS União Soviética        |
| Moscou 1980 (detalhes)           | Viktor Krovopuskov URS União Soviética | Mikhail Burtsev URS União Soviética   | Imre Gedővári HUN Hungria                |
| Los Angeles 1984 (detalhes)      | Jean-François Lamour FRA França        | Marco Marin ITA Itália                | Peter Westbrook USA Estados Unidos       |
| Seul 1988 (detalhes)             | Jean-François Lamour FRA França        | Janusz Olech POL Polônia              | Giovanni Scalzo ITA Itália               |
| Barcelona 1992 (detalhes)        | Bence Szabó HUN Hungria                | Marco Marin ITA Itália                | Jean-François Lamour FRA França          |
| Atlanta 1996 (detalhes)          | Stanislav Pozdniakov RUS Rússia        | Sergey Sharikov RUS Rússia            | Damien Touya FRA França                  |
| Sydney 2000 (detalhes)           | Mihai Covaliu ROU Romênia              | Mathieu Gourdain FRA França           | Wiradech Kothny GER Alemanha             |
| Atenas 2004 (detalhes)           | Aldo Montano ITA Itália                | Zsolt Nemcsik HUN Hungria             | Vladislav Tretiak UKR Ucrânia            |
| Pequim 2008 (detalhes)           | Zhong Man CHN China                    | Nicolas Lopez FRA França              | Mihai Covaliu ROU Romênia                |
| Londres 2012 (detalhes)          | Áron Szilágyi HUN Hungria              | Diego Occhiuzzi ITA Itália            | Nikolay Kovalev RUS Rússia               |
| Rio 2016 (detalhes)              | Áron Szilágyi HUN Hungria              | Daryl Homer USA Estados Unidos        | Kim Jung-hwan KOR Coreia do Sul          |
| Tóquio 2020 (detalhes)           | Áron Szilágyi HUN Hungria              | Luigi Samele ITA Itália               | Kim Jung-hwan KOR Coreia do Sul          |
| Paris 2024 (detalhes)            | Oh Sang-uk KOR Coreia do Sul           | Farès Ferjani TUN Tunísia             | Luigi Samele ITA Itália                  |

## Eventos passados

### Espada masters
| Evento                | Ouro                          | Prata                    | Bronze                   |
| --------------------- | ----------------------------- | ------------------------ | ------------------------ |
| Paris 1900 (detalhes) | Albert Robert Ayat FRA França | Émile Bougnol FRA França | Henri Laurent FRA França |

### Espada amadores-masters
| Evento                | Ouro                          | Prata                | Bronze              |
| --------------------- | ----------------------------- | -------------------- | ------------------- |
| Paris 1900 (detalhes) | Albert Robert Ayat FRA França | Ramón Fonst CUB Cuba | Léon Sée FRA França |

### Florete masters
| Evento                 | Ouro                       | Prata                            | Bronze                            |
| ---------------------- | -------------------------- | -------------------------------- | --------------------------------- |
| Atenas 1896 (detalhes) | Leonidas Pyrgos GRE Grécia | Jean Maurice Perronet FRA França | none awarded                      |
| Paris 1900 (detalhes)  | Lucien Mérignac FRA França | Alphonse Kirchhoffer FRA França  | Jean-Baptiste Mimiague FRA França |

### Sabre masters
| Evento                | Ouro                     | Prata                     | Bronze                    |
| --------------------- | ------------------------ | ------------------------- | ------------------------- |
| Paris 1900 (detalhes) | Antonio Conte ITA Itália | Italo Santelli ITA Itália | Milan Neralić AUT Áustria |

### Bastão
| Evento                    | Ouro                           | Prata                               | Bronze                           |
| ------------------------- | ------------------------------ | ----------------------------------- | -------------------------------- |
| St. Louis 1904 (detalhes) | Albertson Van Zo Post CUB Cuba | William O'Connor USA Estados Unidos | William Grebe USA Estados Unidos |